# Burkhard Wehner
Burkhard Wehner (* 26. April 1946 in Hamburg) ist ein deutscher Staats- und Gesellschaftswissenschaftler, Ökonom und Romanautor. Er entwickelte Konzepte zur Weiterentwicklung von Demokratie und Sozialstaat, so u. a. das Neokratie- und das Bürgergeldkonzept. Zu seinen Beiträgen zur Ökonomie gehören eine interdisziplinäre Arbeitsmarkttheorie und ein alternatives Konzept geldpolitischer Stabilisierung. Neben Buchveröffentlichungen publiziert Wehner auch Essays und Aufsätze auf eigenen Websites.
Wehner versteht sich als Fundamentalreformer. Der herkömmlichen Demokratiekonzeption misst er nur noch begrenzte Geltungsdauer zu. Nach Wehners Überzeugung steht ein evolutionärer Systemwandel an, der in seiner historischen Bedeutung dem Übergang von der aufgeklärten Monarchie zur herkömmlichen Demokratie vergleichbar ist.

## Leben
Nach dem Abitur in Hamburg ging Wehner 1965 für drei Jahre zum Studium in die USA (B.A. Amherst College). Seine Studienschwerpunkte waren dort Philosophie, Literatur und Ökonomie. Nach längerer Tätigkeit in der Wirtschaft studierte er an der Universität Hamburg Volkswirtschaftslehre und Politologie. Seit 1988 ist Wehner als freier Autor, Dozent und Berater tätig. Er lebt und arbeitet im Raum Hamburg, zuletzt in Horst in Holstein.

## Werk
In seinen Publikationen hat Wehner Konzepte für die evolutionäre Weiterentwicklung und Überwindung der herkömmlichen Demokratie entwickelt. Diese Konzepte zielen auf ein fachlich und moralisch kompetenteres, transparenteres, bürgernäheres und sinnstiftendes Staatswesen ab. Wehner verbindet dies u. a. mit neuen Verfahrensvorschlägen für inner- und zwischenstaatliche Konfliktlösungen und mit dem Entwurf einer neuen Wirtschafts- und Sozialordnung. Auch seinen belletristischen Arbeiten sind Themen der langfristigen gesellschaftlichen und politischen Bewusstseinsentwicklung unterlegt.

### Konzeptentwicklung Demokratie
In Die Katastrophen der Demokratie. Über die notwendige Neuordnung der politischen Verfahren (1991) stellte Wehner seine erste Fundamentalkritik der herkömmlichen Demokratiekonzeption vor. Grundlage war die Diagnose, dass die politischen Akteure der bestehenden Demokratie zunehmend überfordert sind und die Leistungsfähigkeit von Politik daher immer weiter hinter den Notwendigkeiten zurückbleibt. Auf dieser Grundlage entwickelte Wehner das Konzept der so genannten mehrspurigen Demokratie (Spartenstaat).
Nach Wehner kann die herkömmliche Demokratie dem Wesen nach nichts anderes sein als ein Parteienstaat. In dieser Staatsform seien Parteien und Parteipolitiker gezwungen, Zuständigkeit und Problemlösungskompetenz für die Politik als ganze zu beanspruchen. Dieser Anspruch werde in einem immer komplexeren politischen Geschehen zunehmend illusionär. Parteien und Parteipolitikern werde daher eine Rolle aufgezwungen, in der sie die notwendige politische Sachkompetenz großenteils nur noch simulieren können. Das Phänomen der wachsenden Politikmüdigkeit erkläre sich nicht zuletzt aus der wachsenden Einsicht der Bürger in diesen Zusammenhang.
Das Modell der mehrspurigen Demokratie soll Parteien und Politiker, die für die Politik als ganze zuständig sind, entbehrlich machen. In mehrspurigen Demokratien können allzuständigen Parteien und Staatsorganen nach und nach politische Zuständigkeitsbereiche entwunden werden und können diese dann auf spezialisiertere Organisationen übertragen werden.
In Nationalstaat, Solidarstaat, Effizienzstaat. Neue Staatsgrenzen für neue Staatstypen (1992) entwickelte Wehner aus dem Konzept der mehrspurigen Demokratie ein von der Nationalstaatsidee losgelöstes Staatsverständnis, nach dem Staatsbürger über Staatsgrenzen und über ihre Staatszugehörigkeit in neuartigen Verfahren weitgehend frei bestimmen können. Diese neue Dimension staatsbürgerlicher Freiheit bezeichnet Wehner als politische Assoziationsfreiheit.
Einen vorläufigen Abschluss der Staatsformen-Konzeptentwicklung bildete 1993 Wehners Der Staat auf Bewährung. Über den Umgang mit einer erstarrten politischen Ordnung. Hierin wurde dargestellt, unter welchen institutionellen Bedingungen eine mehrspurige Demokratie entstehen und sich weiterentwickeln kann. Das Verfahren hierfür nennt Wehner das Iterative Legitimationsverfahren, die zu schaffende Institution einen Permanenten Verfassungsrat.
Eine Zusammenfassung und Erweiterung dieser Grundgedanken erfolgte 1995 in Die Logik der Politik und das Elend der Ökonomie. Darin wurde das Konzept der mehrspurigen Demokratie in wichtigen Punkten resümiert, ideengeschichtlich verortet und ergänzt, so u. a. um neue Verfahren der Bürgerbeteiligung (Laienparlament) und das Instrument der förmlichen Proteststimme.
In Prämierung des Friedens. Alternativen zum "humanitären" Krieg (1999) erläuterte Wehner dann am konkreten Beispiel des Kosovo-Krieges, welche neuen nichtkriegerischen Handlungsalternativen sich für die Friedenspolitik auf Grundlage der von ihm entwickelten Konzepte der politischen Assoziationsfreiheit und des Bürgergeldes (s. u.) ergeben.
Das Konzept der mehrspurigen Demokratie wurde schließlich in Die andere Demokratie. Zwischen Utopie und reformerischem Stückwerk (2002) theoretisch vertieft, konkretisiert und in zeitgeschichtlichen Zusammenhängen dargestellt.
In seinen Online-Veröffentlichungen führte Wehner für die Konzepte der mehrspurigen Demokratie und der politischen Assoziationsfreiheit später (2003/2004) den zusammenfassenden Begriff Neokratie ein.
Im Jahr 2006 stellte Wehner in Von der Demokratie zur Neokratie. Evolution des Staates, (R)Evolution des Denkens die Entstehung, den zeitgeschichtlichen Zusammenhang und das langfristige Entwicklungspotential des Neokratiekonzeptes noch einmal in konzentrierter Form dar.
In Freedom, Peace, and Secession. New Dimensions of Democracy (2020) (Deutsche Kurzfassung: Die politische Logik der Sezession. Zu einem neuen Paradigma der Friedenspolitik (2018)) stellt Wehner dar, dass die Verwehrung der politischen Assoziationsfreiheit (der Selbstbestimmung über Staatsgrenzen und kollektive Staatszugehörigkeiten) die Ursache eines von ihm so genannten schleichenden dritten Weltkriegs ist. Diesem Weltkrieg rechnet Wehner die vielen akuten und latenten Kriege und Bürgerkriege zu, in denen Bürger – vor allem in Asien, Europa und Afrika – für Korrekturen der politischen Landkarte gekämpft haben und weiter kämpfen. Die Anfänge dieses schleichenden Weltkriegs lassen sich lt. Wehner bis ins frühe 20. Jahrhundert zurückverfolgen.
In diesem Zusammenhang erläutert Wehner neben der friedenspolitischen auch die sinnstiftende Bedeutung des Neokratiekonzepts.
Weitere Schriften zur Überwindung des Parteienstaates, zum Neokratiekonzept, zu neokratischer Verfassunggebung und zu zeitgeschichtlichen Fragen hat Wehner laufend auf seinen Internetplattformen vorgestellt (s. u. unter "Weblinks").

### Konzeptentwicklung Ökonomie und Sozialstaat
Als Ökonom und Sozialstaatstheoretiker hat Wehner Ende der 1980er Jahre ein dreibändiges Werk über Arbeitsmarkt und Sozialstaat verfasst: Eine Diagnose zum Verhalten der Arbeitsmarktteilnehmer (Arbeitslosigkeit im Sozialstaat), eine interdisziplinäre Arbeitsmarkttheorie (Die Grenzen des Arbeitsmarktes / Der Arbeitsmarkt im Sozialstaat) und eine darauf aufbauende Sozialstaatstheorie (Der Neue Sozialstaat). In Letzterem wurde – auch unter der Bezeichnung Legitimationsgeld – das Bürgergeldsystem entwickelt, ein u. a. sozialphilosophisch, fiskalpolitisch, stabilitätspolitisch und später auch bevölkerungspolitisch begründetes Folge- und Gegenmodell zur so genannten negativen Einkommensteuer. Das Konzept des bedingungslosen Grundeinkommens stimmt hiermit in den Grundlagen überein. Das Bürgergeldsystem wurde darüber hinaus arbeitsmarkt- und risikotheoretisch als Vollbeschäftigungskonzept begründet (Der Neue Sozialstaat).
Der Bürgergeldbegriff wurde in nachfolgenden politischen Diskussionen auch in Bedeutungen verwendet, die eher dem Konzept der negativen Einkommensteuer nahestehen. Wehner unterschied daher später zwischen "echtem" und "unechtem" Bürgergeld.
Im 1990 erschienenen Der lange Abschied vom Sozialismus zeigte Wehner, welche Alternativen zur schlichten Übernahme westlicher Wirtschafts- und Sozialordnungen den damaligen postsozialistischen Gesellschaften zumindest theoretisch offen standen. Dabei stellte er u. a. die Methode der Bezugsschein- bzw. Gutscheinprivatisierung sozialistischen Staatseigentums vor, die später auch als Coupon-Privatisierung bzw. Scheckprivatisierung bezeichnet wurde und unter anderem in der Tschechoslowakei und Nachfolgestaaten der Sowjetunion aufgegriffen wurde. In diesem Zusammenhang wurde auch das Bürgergeldmodell erstmals in Buchform vorgestellt.
Neben Der lange Abschied vom Sozialismus legte Wehner in der Folge weitere ökonomische Analysen zum Zeitgeschehen vor.
In Das Fiasko im Osten (1991) analysierte er die wirtschafts- und sozialpolitischen Optionen der Wiedervereinigung. Dabei wies er auf z. T. mutwillig erscheinende Falschannahmen der realen Politik und Politikberatung hin, taxierte die über Jahrzehnte zu erwartenden Kosten der Wiedervereinigung und legte ein konkretes Alternativkonzept vor.
1994 erschien Deutschland stagniert. Auch darin wurden Fehldiagnosen der wirtschaftswissenschaftlichen Meinungsführer zur Entwicklung im vereinten Deutschland analysiert, verbunden mit der Prognose, dass Deutschland seinen wirtschaftlichen Entwicklungsvorsprung gegenüber anderen westeuropäischen Staaten auf absehbare Zeit einbüßen würde.
1995 präsentierte Wehner in Die Logik der Politik und das Elend der Ökonomie eine Fundamentalkritik der herrschenden – orthodoxen wie heterodoxen – ökonomischen Denktraditionen und Analysemethoden sowie der institutionellen Bedingungen des Wissenschaftsbetriebes.
In diesem Band wurden zudem neue institutionelle Strukturen für die Finanzpolitik (unabhängiger Fiskalrat) und für die Geldpolitik (unabhängiger Währungs- und Konjunkturrat) vorgeschlagen.
Daneben wurde ein neuartiges Modell der Stabilitätspolitik von Zentralbanken vorgestellt: Das so genannte Festzinsmodell, bei dem der Zins für eine bestimmte langfristige Anlageform durch glaubwürdige Beeinflussung der Inflationserwartungen konstant gehalten wird. Aus diesem Konzept ergeben sich Wehner zufolge auch neuartige Überlegungen zur Abgrenzung so genannter optimaler Währungsräume.
Dieses neue Modell der Geldpolitik wurde in Eine neue Logik der Geldpolitik. Fester Zins, stabile Konjunktur und sichere Währung (2020) ausführlicher dargestellt. Weitere Präzisierungen erfolgten in Towards the Next Revolution in Central Banking. A Radical Framework for Monetary Policy (2021).
Schließlich wurde in Die Logik der Politik und das Elend der Ökonomie auch ein – von Wehner schon in seinen frühen staatstheoretischen Publikationen skizzierter – Entwurf eines neuartigen Steuersystems vorgelegt, das ausschließlich auf flexible zweckgebundene Steuern gestützt ist.
2017 stellte Wehner in Die politische Logik des bedingungslosen Grundeinkommens. Zum Bürgergeld im 22. Jahrhundert ein Konzept für den generationenübergreifenden politischen Prozess vor, in dem ein tragfähiges Bürgergeldsystem im gesellschaftlichen Konsens realisierbar wäre. Dieses Konzept wurde in Universal Basic Income and the Reshaping of Democracy. Towards a Citizens' Stipend in a New Political Order (2019) weiter ausgearbeitet.

### Belletristik
Wehners belletristische Arbeiten gehören zum Genre des erzählten Arguments, sind also keine Romane im herkömmlichen Sinne. Seine beiden bisherigen Veröffentlichungen in diesem Genre, Jahrtausendwende. Roman über die Demokratie und Kafu, haben die Erscheinungsform von Jugendbüchern, richten sich aber eher an erwachsene Leser. Sie versuchen, aus erstarrten Denkgewohnheiten in gesellschaftlichen und politischen Fragen durch Erzählungen über ungewöhnliche Denker herauszuführen. In ihrer Rezension von Jahrtausendwende im Spiegel SPEZIAL 10/1998 attestiert die Rezensentin Stephanie von Malchow, Burkhard Wehner gelte „verdientermaßen als Vordenker einer neuen Demokratiedebatte“. In der Neuen Zürcher Zeitung vom 22. Mai 2002 kritisiert die Rezensentin Gerda Wurzenberger das Buch Kafu als undynamisch und unkonzentriert erzählt. Sie moniert den fehlenden roten Faden und stellt fest, dass das Buch kein harmonisches Ganzes ergibt.
Im 2017 erschienenen Das Drama des 21. Jahrhunderts. Spiegel-Archivar Schmidt blickt zurück entwirft Wehner – eingebettet in eine erzählerische Rahmenhandlung – ein Szenario der großen politischen Entwicklungslinien bis zum Beginn des vierten Jahrhundertquartals.

## Schriften

### Bücher
- Der lange Abschied vom Sozialismus. Grundriss einer neuen Wirtschafts- und Sozialordnung. Anton Hain, Frankfurt am Main 1990, ISBN 3-445-08563-3.
- Die Grenzen des Arbeitsmarktes. Grundriss einer neuen Beschäftigungstheorie. Metropolis, Marburg 1991, ISBN 3-926570-37-7.
- Das Fiasko im Osten. Auswege aus einer gescheiterten Wirtschafts- und Sozialpolitik. Metropolis, Marburg 1991, ISBN 3-926570-43-1.
- Die Katastrophen der Demokratie. Über die notwendige Neuordnung der politischen Verfahren. Wissenschaftliche Buchgesellschaft, Darmstadt 1992, ISBN 3-534-80133-4. (Kurzfassung zum Download)
- Der Neue Sozialstaat. Vollbeschäftigung, Einkommensgerechtigkeit und Staatsentschuldung. 1. Auflage. Westdeutscher Verlag, Opladen 1992, ISBN 3-531-12311-4.
- Nationalstaat, Solidarstaat, Effizienzstaat. Neue Staatsgrenzen für neue Staatstypen. Wissenschaftliche Buchgesellschaft, Darmstadt 1992, ISBN 3-534-80139-3.
- Der Staat auf Bewährung. Über den Umgang mit einer erstarrten politischen Ordnung. Wissenschaftliche Buchgesellschaft, Darmstadt 1993, ISBN 3-534-80155-5. (Kurzfassung zum Download)
- Deutschland stagniert. Von der ost- zur gesamtdeutschen Wirtschaftskrise. Wissenschaftliche Buchgesellschaft, Darmstadt 1994, ISBN 3-534-80165-2.
- Die Logik der Politik und das Elend der Ökonomie. Grundelemente einer neuen Staats- und Gesellschaftstheorie. Wissenschaftliche Buchgesellschaft, Darmstadt 1995, ISBN 3-534-12799-4.
- Der Neue Sozialstaat. Entwurf einer neuen Wirtschafts- und Sozialordnung. 2., vollständig neu bearbeitete Auflage. Westdeutscher Verlag, Opladen 1997, ISBN 3-531-13079-X.
- Jahrtausendwende. Roman über die Demokratie. Anrich, Weinheim 1998, ISBN 3-89106-380-6.
- Prämierung des Friedens. Alternativen zum "humanitären" Krieg. Westdeutscher Verlag, Opladen 1999, ISBN 3-531-13421-3.
- Arbeitslosigkeit im Sozialstaat. Eine Problemdiagnose. BoD, Hamburg 2001, ISBN 3-8311-1954-6.
- Der Arbeitsmarkt im Sozialstaat. Eine Funktionsanalyse. (Neufassung von: Die Grenzen des Arbeitsmarktes), BoD, Hamburg 2001, ISBN 3-8311-2244-X.
- Die andere Demokratie. Zwischen Utopie und reformerischem Stückwerk. Deutscher Universitäts-Verlag, Wiesbaden 2002, ISBN 3-8244-4480-1.
- Kafu. Roman. Beltz & Gelberg, Weinheim 2002, ISBN 3-407-80888-7.
- Von der Demokratie zur Neokratie. Evolution des Staates, (R)Evolution des Denkens. Merus 2006, ISBN 3-939519-28-6. (Online-Version zum Download)
- Das Drama des 21. Jahrhunderts. SPIEGEL-Archivar Schmidt blickt zurück. BoD, Norderstedt 2017, ISBN 978-3-7431-6232-7.
- Die politische Logik des bedingungslosen Grundeinkommens. Zum Bürgergeld im 22. Jahrhundert. Springer VS, Wiesbaden 2018, ISBN 978-3-658-20226-2.
- Die politische Logik der Sezession. Zu einem neuen Paradigma der Friedenspolitik. Springer VS, Wiesbaden 2018, ISBN 978-3-658-23176-7.
- Universal Basic Income and the Reshaping of Democracy. Towards a Citizens' Stipend in a New Political Order. Springer, 2019. ISBN 978-3-030-05827-2.
- Freedom, Peace, and Secession. New Dimensions of Democracy. Springer, 2020. ISBN 978-3-030-39522-3.
- Eine neue Logik der Geldpolitik. Fester Zins, stabile Konjunktur, sichere Währung. Springer 2020. ISBN 978-3-658-29364-2.
- Towards the Next Revolution in Central Banking. A Radical Framework for Monetary Policy. Palgrave Macmillan 2021. ISBN 978-3-030-85765-3.

### Aufsätze (Auswahl)
- Organisierter Dilettantismus oder demokratische Expertenkultur? Bürgerbeteiligung in der Endzeit des politischen Generalismus. In: Ansgar Klein, Rainer Schmalz-Bruns (Hrsg.): Politische Beteiligung und Bürgerengagement in Deutschland. Nomos, Baden-Baden 1997, ISBN 3-7890-5132-2.
- Konstruktive Systemkritik. Über das unwegsame Terrain zwischen Utopie und reformerischem Flickwerk. In: Richard Saage, Gunnar Berg (Hrsg.): Zwischen Triumph und Krise. Zum Zustand der liberalen Demokratie nach dem Zusammenbruch der Diktaturen in Osteuropa. Leske + Budrich, Opladen 1998, ISBN 3-8100-1794-9.
- Is Democracy Fit for Basic Income? Toward a Hybrid Income Guarantee for Future Generations. In: Political Activism and Basic Income Guarantee. International Experiences and Perspectives Past, Present and Near Future. Palgrave Macmillan, Cham 2020.
- Krieg um alte Ideologien – Die vergebene Zeitenwende im Ukrainekonflikt. Zeitschrift für Außen- und Sicherheitspolitik (2023). doi:10.1007/s12399-023-00949-5
- War over Old Ideologies - The Wasted Opportunity for a Historical Turn in the Ukraine Conflict. In: Zeitschrift für Außen- und Sicherheitspolitik (2023).
- Die Staatenwelt braucht neue Vorbilder. Zum Schicksal der Demokratie im Systemwettbewerb. In: Zeitschrift für Außen- und Sicherheitspolitik (2024)
- The World Needs New Role Model States. How Democracy Must Change to Prevail In: https://reformforum-neopolis.de/
- Der Palästina-Konflikt ist lösbar. Perspektiven für kommende Generationen. In: Wissenschaft und Frieden (2024).
- The Palestine Conflict Can Be Resolved (2024) In: https://reformforum-neopolis.de/

Zu weiteren Aufsätzen s. u. unter Weblinks.